# Supercopa de Chile de Básquetbol
La Supercopa de Chile de Básquetbol es una competición oficial de básquetbol, creada en el año 2019 y de carácter doméstico. Se disputa anualmente entre los mejores clubes de la temporada anterior.
La primera edición fue ganada por el Club Las Ánimas, quien se impuso en la final al Club Deportivo Valdivia. Mientras que el actual campeón es Español de osorno

## Historia
La primera edición se jugó en un formato de final a partido único, clasificando el campeón de las ligas Liga Nacional de Básquetbol 2018-19 y Copa Chile 2018.
Por motivo de la pandemia de Covid-19, la Supercopa de Chile de Básquetbol 2020 no se realizó.
Para la Edición 2021 clasificaron el Campeón y subcampeón de LNB 2021, el Campeón de la Copa Chile 2021 y el mejor ubicado en la tabla anual de la LNB 2021, disputando semifinales, tercer lugar y final.
Para la Edición 2022 clasificaron el Campeón y subcampeón de LNB 2022, el Campeón de la Copa Chile 2021-22 y el Campeón de la Segunda División de Básquetbol 2022, disputando semifinales, tercer lugar y final en la ciudad de Punta Arenas.
La Edición 2023 se disputó en Ancud en enero de 2024, clasificaron el Campeón LNB 2023 Universidad de Concepción, el Subcampeón de la Copa Chile 2022-23 ABA Ancud, el Campeón de la Segunda División de Básquetbol 2023, Liceo Pablo Neruda de Temuco, y el Subcampeón de la Supercopa 2022, Atlético Puerto Varas, disputando semifinales, tercer lugar y final en la ciudad de Ancud.
Para la Edición 2024 clasificaron el Campeón y subcampeón de LNB 2024, el Campeón de la Copa Chile 2023 y el Campeón de la Liga 2 2024, disputándose en formato todos contra todos en la ciudad de Osorno.
Para la Edición 2025 clasificaron el Campeón y subcampeón de Liga UNO 2025, el Campeón de la Copa Chile 2024 y el Campeón de la Supercopa 2024, disputándose en formato todos contra todos en la ciudad de Ancud.

## Campeones
| Temporada | Campeón                   | Resultado | Subcampeón                | Entrenador         |
| 2019      | Las Ánimas                | 77-71     | CD Valdivia               | Lucas Zurita       |
| 2021      | Universidad de Concepción | 67-64     | Atlético Puerto Varas     | Cipriano Núñez     |
| 2022      | Universidad de Concepción | 107-88    | Atlético Puerto Varas     | Cipriano Núñez     |
| 2023      | Universidad de Concepción | 95-69     | ABA Ancud                 | Cipriano Núñez     |
| 2024      | Español de Osorno         | Lig       | Universidad de Concepción | Jorge Luis Álvarez |
| 2025      |                           | Lig       |                           |                    |

### Campeonatos por equipo
| Equipo                    | Títulos | 2º lugar |
| ------------------------- | ------- | -------- |
| Universidad de Concepción | 3       | 1        |
| Las Ánimas de Valdivia    | 1       | 0        |
| Español de Osorno         | 1       | 0        |
| Atlético Puerto Varas     | 0       | 2        |
| CD Valdivia               | 0       | 1        |
| ABA Ancud                 | 0       | 1        |

### Campeones consecutivos
| Tricampeón                | Tricampeón | Tricampeón       |
| Club                      | Veces      | Años campeón     |
| ------------------------- | ---------- | ---------------- |
| Universidad de Concepción | 1          | 2021, 2022, 2023 |